# River Beult
Der River Beult ist ein Wasserlauf in Kent, England. Er entsteht nordwestlich von Shadoxhurst aus mehreren unbenannten Quellflüssen. Er fließt in westlicher bis nordwestlicher Richtung bis zu seiner Mündung in River Medway.